# مهارت دست (فیلم)
مهارت دست (به هندی: Haath Ki Safai) فیلمی محصول سال ۱۹۷۴ و به کارگردانی پراکاش مهرا است. در این فیلم بازیگرانی همچون وینود کانا، راندهیر کاپور، هما مالینی، سیمی گریوال، رانجیت ایفای نقش کرده‌اند.